# Nikolaus von Falkenhorst
Nikolaus von Falkenhorst (Breslau, 17 januari 1885 - Holzminden, 18 juni 1968) was een Duitse generaal tijdens de Tweede Wereldoorlog. Hij plande en commandeerde in 1940 Operatie Weserübung, de Duitse inval in Denemarken en Noorwegen, en was daarna de commandant van de Duitse troepen in Noorwegen van 1940 tot 1944. Hij bereikte de rang van kolonel-generaal (in het Duits: Generaloberst).

## Biografie
Nikolaus von Falkenhorst werd geboren als telg van de Silezische aristocratenfamilie Jastrzembski. Nadat hij in dienst trad bij de Duitse leger in 1907, veranderde hij zijn naam in Falkenhorst om zo meer Duits te klinken. Tijdens de Eerste Wereldoorlog had hij verschillende staffuncties. Na de oorlog streed hij in Finland tegen de bolsjewisten tijdens de Finse burgeroorlog. Bij zijn terugkeer in Duitsland in 1920 werd hij in dienst genomen bij de Reichswehr. Tussen 1925 en 1927 zat hij bij de operationele staf van het ministerie van Defensie. In 1932 werd hij tot kolonel (Oberst) bevorderd. Tussen 1933 en 1935 was hij de militair attaché in achtereenvolgens Praag, Belgrado en Boekarest.
In 1935 werd hij tot generaal-majoor bevorderd. In 1937 volgde zijn bevordering tot luitenant-generaal. Bij het uitbreken van de Tweede Wereldoorlog in september 1939 voerde Von Falkenhorst het commando over het XXI. Armeekorps en kreeg hij de rang General der Infanterie. Na zijn succesvolle invasie in Denemarken en Noorwegen kreeg Von Falkenhorst zijn bevordering tot kolonel-generaal en werd hij benoemd tot bevelhebber van Armee Oberkommando Norwegen. In die hoedanigheid moest hij na de inval in Rusland de Operatie Silberfuchs leiden om zo de havenstad Moermansk te veroveren. Dit werd echter een mislukking. Hij bleef tot 17 december 1944 de bevelhebber van de Duitse strijdkrachten in Noorwegen. Hij werd opgevolgd door kolonel-generaal Lothar Rendulic. Het ontslag van Von Falkenhorst had te maken met zijn weerstand tegen het beleid van Josef Terboven, de Reichskommissar van Noorwegen.
Na de oorlog werd Von Falkenhorst in 1946 ter dood veroordeeld door een militaire rechtbank vanwege het klakkeloos uitvoeren van orders van hogerhand, waaronder het beruchte Kommandobefehl. Deze straf werd omgezet tot 20 jaar gevangenis. Wegens gezondheidsredenen werd hij op 23 juli 1953 uit de gevangenis ontslagen.
Von Falkenhorst leefde daarna nog 15 jaar in Holzminden. Hij werd begraven op de stadskerkhof van Holzminden bij zijn vrouw Margarethe, die in 1959 stierf. Zijn dochter Harriet (1909-1995) was met Generalmajor Ernst Dethleffsen (1904-1980) getrouwd.

## Militaire loopbaan
- Fähnrich: 22 maart 1903[5][6]
- Leutnant: 24 april 1904[5][6]
- Oberleutnant: 18 april 1913[5][6]
- Hauptmann: 24 december 1914[5][7]
- Major: 1 februari 1925[5][7]
- Oberstleutnant: 1 januari 1930[5][7]
- Oberst: 1 oktober 1932[5][7]
- Generalmajor: 1 augustus 1935[8][5] - 1 juli 1935[7]
- Generalleutnant: 1 augustus 1937[8][5][7]
- General der Infanterie: 1 oktober 1939[8][5][7][2]
- Generaloberst: 19 juli 1940[8][5][4]

## Decoraties
- Ridderkruis van het IJzeren Kruis (nr.15) op 30 april 1940 als General der Infanterie en Kommandierender General van het 21e Legerkorps[8][5][9]
- IJzeren Kruis 1914, 1e klasse[7] (27 juni 1915)[5] en 2e klasse[7] (16 september 1914)[5][8]
- Gewondeninsigne 1918[7] in zwart op 23 juni 1918[5]
- Militair Kruis van Verdienste (Mecklenburg-Schwerin), 2e Klasse[7] op 4 mei 1918[5]
- Orde van het Vrijheidskruis (Finland), 2e Klasse op 25 oktober 1918
- Erekruis voor Frontstrijders in de Wereldoorlog op 18 december 1934[8][5]
- Commandeur der Eerste Klasse in de Orde van de Witte Roos (Finland) op 3 mei 1935[8][5]
- Herhalingsgesp bij IJzeren Kruis 1939, 1e Klasse (19 september 1939)[5] en 2e Klasse (19 september 1939)[5][8]
- Duitse Kruis in zilver op 20 januari 1945 als Generaloberst en Wehrmachtbefehlshaber Noorwegen[8][5]
- Kruis voor Oorlogsverdienste, 1e Klasse en 2e Klasse met Zwaarden[8][5]
- Grootkruis in de Orde van de Witte Roos (Finland) in 1941[8]
- Dienstonderscheiding van Leger en Marine voor (25 dienstjaren) op 2 oktober 1936[8]
- Hanseatenkruis van Bremen (13 september 1918)[5] en Hamburg (11 april 1918)[5]
- Commandeur in de Orde van de Ster van Roemenië met Ster op 20 juni 1935
- Orde van de Dubbele Draak (China), 4e Klasse[6] op 17 mei 1914[5]
- Orde van het Vrijheidskruis (Finland) op 3 juli 1919
- Ereridder in de Hospitaalorde van Sint-Jan (balije Brandenburg) op 7 februari 1923[5]
- Rechtsridder in de Hospitaalorde van Sint-Jan (balije Brandenburg) op 25 juni 1935[5]
- Commandeur in de Orde van de Kroon (Joegoslavië) op 20 juni 1935[5]
- Hij werd eenmaal genoemd in het Wehrmachtsbericht. Dat gebeurde op 10 april 1940.[8][5][10]

## Trivia
- Falkenhorst gebruikte een Baedeker reisgids over Noorwegen voor het voorbereiden van Operatie Weserübung om zo kennis te verkrijgen over Noorwegen, de steden daar en de gesteldheid van het Noorse terrein.[11]